# Toubaïri
Toubaïri, également orthographié Toubayiri, est une localité située dans le département de Bouroum de la province du Namentenga dans la région Centre-Nord au Burkina Faso. 

## Géographie
Constitué de plusieurs centres d'habitations dispersés, Toubaïri se trouve à 8 km au sud-ouest de Damkarko II, à 25 km au sud de Bouroum, le chef-lieu du département, et à 25 km au nord-ouest de Tougouri.

## Économie
L'économie du village est essentiellement agro-pastorale.

## Éducation et santé
Les centres de soins les plus proches de Toubaïri sont les centres de santé et de promotion sociale (CSPS) de Damkarko II ou celui Koulhoko, tandis que le centre médical (CM) de la province se trouve à Tougouri.
Toubaïri possède une école primaire publique.